# Голуб Віталій Іванович
Віталій Іванович Голуб (1980—2024) — український військовослужбовець, учасник російсько-української війни.

## Життєпис
Народився 1 грудня 1980 року.
Під час повномасштабної війни був кулеметником спеціалізованого штурмового відділення.
Загинув 7 серпня 2024 року під час виконання бойового завдання в Сумській області.
Похований 13 серпня 2024 року в місті Конотоп.

## Нагороди
- Орден «За мужність» III ступеня[1].